# Lester del Rey
Lester del Rey, pseudonimo di Leonard Knapp (Saratoga, 2 giugno 1915 – New York, 10 maggio 1993), è stato un autore di fantascienza, curatore editoriale e critico letterario statunitense.
Ha utilizzato anche gli pseudonimi di John Alvarez, Marion Henry, Philip James, Philip St. John, Charles Satterfield, Erik van Lhin, Kenneth Wright e altri.

## Biografia
Del Rey nacque nel 1915 da una famiglia di modeste condizioni economiche e durante l'infanzia ebbe dei problemi di salute legati all'alimentazione. Iniziò a lavorare subito dopo aver finito la scuola elementare, dapprima come falegname, quindi come aiuto in un circo, bracciante agricolo, garzone e anche contrabbandiere.
Egli stesso affermò che nel 1935 tutta la sua famiglia rimase uccisa in un incidente d'auto, anche se in seguito la sorella sostenne che nell'incidente era morta solo la prima moglie di del Rey.
Lettore appassionato di riviste di fantascienza quali Amazing Stories, Weird Tales e Astounding Stories e di autori quali Jules Verne, H.G. Wells e Edgar Rice Burroughs, nel 1938 vendette ad Astounding Stories il suo primo racconto di fantascienza, The Faithful. Incoraggiato sia da John W. Campbell, storico direttore della rivista, sia dal successo ottenuto dal racconto, del Rey iniziò a scrivere racconti e romanzi fantascientifici con regolarità. Associato stabilmente a una delle riviste più importanti per la diffusione del genere tra gli anni trenta e quaranta, fu uno degli autori di spicco dell'Età d'oro della fantascienza, nonché uno dei più influenti. Alcuni suoi racconti del periodo, come Helen O'Loy o Nervi entrambi pubblicati su Astounding, rispettivamente nel 1938 nel 1942, sono stati giudicati da Isaac Asimov come grandi classici del genere.
(Isaac Asimov su Lester del Rey in Le grandi storie della fantascienza)
L'inizio della sua carriera non fu comunque privo di difficoltà. In un periodo durante la seconda guerra mondiale in cui i suoi racconti vendevano poco, lavorò come cuoco al ristorante "White Tower" di New York. Dopo aver sposato Helen Schlaz, sua seconda moglie, nel 1945 lasciò quell'impiego per dedicarsi a tempo pieno alla scrittura. Dopo aver incontrato l'agente letterario Scott Meredith alla World Science Fiction Convention del 1947 incominciò a lavorare per l'agenzia di quest'ultimo, la "Scott Meredith Literary Agency", come capoufficio ed curatore editoriale.
In seguito fu assunto come curatore editoriale da diverse case editrici e redazioni di riviste pulp. Tra il 1952 e il 1953 del Rey collaborò con diverse riviste di fantascienza: Space SF, Fantasy Fiction, Science Fiction Adventures (con lo pseudonimo di Philip St. John), Rocket Stories (come Wade Kaempfert), e Fantasy Fiction (come Cameron Hall). Incontrò particolare successo come curatore editoriale in seno alla Ballantine Books e, insieme alla sua quarta e ultima moglie, Judy-Lynn Benjamin del Rey, avviò nel 1977 una divisione fantascientifica di quella stessa casa editrice che venne chiamata "Del Rey Books".
Nel 1957 del Rey e lo scrittore di fantascienza Damon Knight collaborarono nella cura di una piccola rivista amatoriale chiamata Science Fiction Forum. La rivista trattava problemi di critica letteraria, come ad esempio quello rimasto famoso del simbolismo nella fantascienza: in quell'occasione del Rey accettò la sfida di Knight di scrivere un saggio analitico sul racconto Common Time di James Blish in risposta alle tesi che Knight aveva già esposto a proposito dell'interpretazione di quel testo. Quest'ultimo sosteneva l'ipotesi che l'intero racconto, incentrato su un lungo viaggio spaziale con risvolti onirici dovuti all'ibernazione subita dal protagonista, potesse essere letto come un'ampia metafora, o rappresentazione simbolica, di un atto sessuale nel quale la nave, e i sistemi stellari di partenza e di arrivo, sarebbero un'allusione simbolica alle varie parti anatomiche coinvolte. Del Rey era estremamente scettico rispetto a questa interpretazione, che considerava forzata e artificiosa, stese un saggio in cui argomentava che il racconto di Blish riguardava in realtà un uomo che mangia un sandwich.
Dopo che negli Stati Uniti la fantascienza ebbe guadagnato una certa rispettabilità e iniziato ad essere materia di insegnamento, del Rey affermò che gli accademici interessati al genere avrebbero dovuto "andarsene dal mio ghetto". Lo scrittore sostenne infatti che "per svilupparsi, la fantascienza doveva sottrarsi ai critici che la consideravano dalla prospettiva convenzionale della corrente dominante e che ne giudicavano il valore basandosi ampiamente su metri tipici di quello stesso mainstream. Come parte di quella corrente dominante della letteratura, essa non avrebbe mai avuto la libertà di fare le scelte che invece ha fatto, molte forse sbagliate, ma necessarie per il suo sviluppo."
Del Rey era membro di un club letterario noto come i "Trap Door Spiders", che servì come base per il club immaginario dei "Vedovi Neri" ("Black Widowers"), creato da Isaac Asimov e protagonista di una serie di racconti brevi di genere non fantascientifico. Lester del Rey, legato ad Asimov da rapporti personali di amicizia, sembra aver ispirato il personaggio di Emmanuel Rubin.

## Riconoscimenti
Nel 1972 del Rey fu insignito dell'"E. E. Smith Memorial Award for Imaginative Fiction" dalla New England Science Fiction Association.
Nel 1985 ricevette il "Balrog Special Award" organizzato dalla rivista Locus Magazine, un premio assegnato in base a una votazione dei lettori.
Infine nel 1990 gli fu assegnato il prestigioso Grand Master Award dalla Science Fiction and Fantasy Writers of America per la carriera nella fantascienza.

## Opere
- Il clandestino dell'astronave (Marooned on Mars, 1952)
- Rocket Jockey (1952)
- Uomini bolla (Attack from Atlantis, 1953)
- Sfere di fuoco (Battle on Mercury, 1953)
- Il pianeta misterioso (The Mysterious Planet, 1953) sotto lo pseudonimo di Kenneth Wright
- Razzi verso il nulla (Rockets to Nowhere, 1954)
- Noi verso le stelle (Step to the Stars, 1954)
- Rischio di vita (Preferred Risk, 1955) con Frederik Pohl
- Destinazione Luna (Mission to the Moon, 1956)
- Incidente nucleare (Nerves, 1956)
- Veglia sul tuo pianeta (Police Your Planet, 1956)
- Epopea di giganti (Day of the Giants, 1959)
- Moon of Mutiny (1961)
- L'undicesimo comandamento (The Eleventh Commandment, 1962)
- Outpost of Jupiter (1963)
- The Infinite Worlds of Maybe (1966)
- Rocket from Infinity (1966)
- The Scheme of Things (1966)
- Siege Perilous (1966)
- Tunnel Through Time (1966)
- Prisoners of Space (1968)
- Psicoscacco (Cosmo Argento n.30, Editrice Nord) (Pstalemate, 1971)
- The Sky Is Falling (1973)
- Badge of Infamy (1973)
- Alieno in croce (Weeping May Tarry, 1978) con Raymond F. Jones

### Raccolte di racconti
- ...And Some Were Human (1948)
- Robot e folletti (Robots and Changelings, 1957)
- Fratelli mostri (Mortals and Monsters, 1965)
- Invasori e invasati (Gods and Golems, 1973)